# فيليب دورت
فيليب دورت (بالتشيكية: Filip Dort)‏ (27 يوليو 1980 في التشيك - ) هو لاعب كرة قدم تشيكي في مركز الوسط. لعب مع سبارتا براغ ونادي تيبليتسه ونادي سلوفان ليبيريتس وFC Vysočina Jihlava ‏ وSFC Opava ‏ وFK Chmel Blšany ‏.

## وصلات خارجية
- فيليب دورت على موقع قاعدة بيانات كرة القدم.إي يو (الإنجليزية)
- فيليب دورت على موقع Soccerway.com (الإنجليزية)